# Menhire von Yoxie

Whalsay

Die Menhire von Yoxie (englisch Standing Stones of Yoxie; früher auch Yuxie oder Yoxie Biggins genannt) liegen bei Nesting zwischen Isbister und Skaw an der Nordostküste der Shetland-Insel Whalsay in Schottland, etwa 100 m von Benie Hoose und den Klippen des Yoxie Geo.

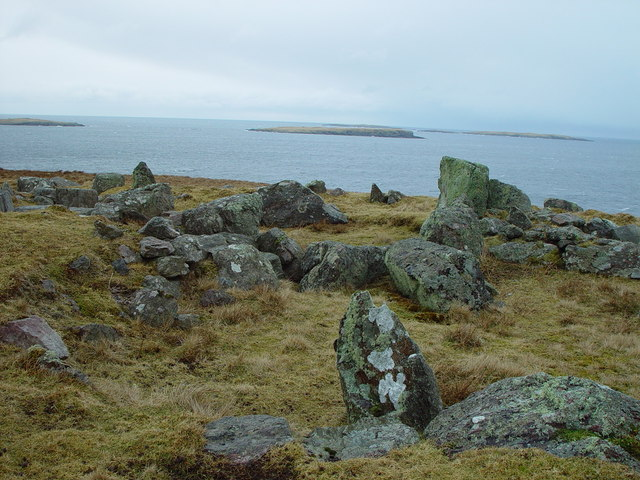
Menhire von Yoxie

Die frühere Meinung, dass es sich um eine Steingruppierung handelt, ist überholt. Die 1954 und 1955 von Charles S. T. Calder ausgegrabene Struktur gehört zu den Überresten eines Gebäudes mit mehreren Räumen. Es war mindestens 18 × 11 Meter groß, aber der nördliche Teil ist schlecht erhalten. Es gibt einen L-förmigen Bereich im Westen und einen kleinen Vorplatz im Osten, aber keine Spuren von Zugängen. Ein gepflasterter, mit größeren Steinen gefasster Gang führt durch das Gebäude, in einen runden, vertieften Raum, der in zwei Abschnitte unterteilt ist.
Calder interpretierte Yoxie als Überreste eines Tempels. Es gebe Hinweise darauf, dass diese und Strukturen wie Stanydale auf Mainland für religiöse Zwecke verwendet wurden und sie die ersten bekannten Tempel auf den Britischen Inseln darstellten.
Die Funde stammen meist aus der frühen und späten Bronzezeit und der Eisenzeit. Ein großes Gefäß, ähnlich einer Urne, wurde möglicherweise zum Aufbewahren von Getreide verwendet. Mehr als 120 unfertige Steinwerkzeuge wurden in Yoxie ausgegraben.
In der Nähe liegen Benie Hoose und Pettigarths Field.